# ناحیه فلاورفیلد، میشیگان
ناحیه فلاورفیلد (به انگلیسی: Flowerfield Township) یک منطقهٔ مسکونی در ایالات متحده آمریکا است که در شهرستان سنت ژوزف، میشیگان واقع شده‌است.
 ناحیه فلاورفیلد ۹۲٫۹ کیلومتر مربع مساحت و ۱٬۵۹۲ نفر جمعیت دارد و ۲۶۸ متر بالاتر از سطح دریا واقع شده‌است.